# آریا مایتریا ماندالا
آریا مایتریا ماندالا (انگلیسی: Arya Maitreya Mandala)، یک دسته تانترا و آیین بودایی است که در سال ۱۹۳۳ توسط لاما آناگاریکا گوویندا تأسیس شد.